# You Lay a Whole Lot of Love on Me
You Lay a Whole Lot of Love on Me è un singolo della cantante canadese Shania Twain, pubblicato nel 1993 ed estratto dall'album Shania Twain.

## Tracce
- 7" (USA)

1. You Lay a Whole Lot of Love On Me
2. God Ain't Gonna Getcha for That

## Video
Il videoclip della canzone è stato diretto da Steven Goldman e girato a Montréal.